# 佐田一郎

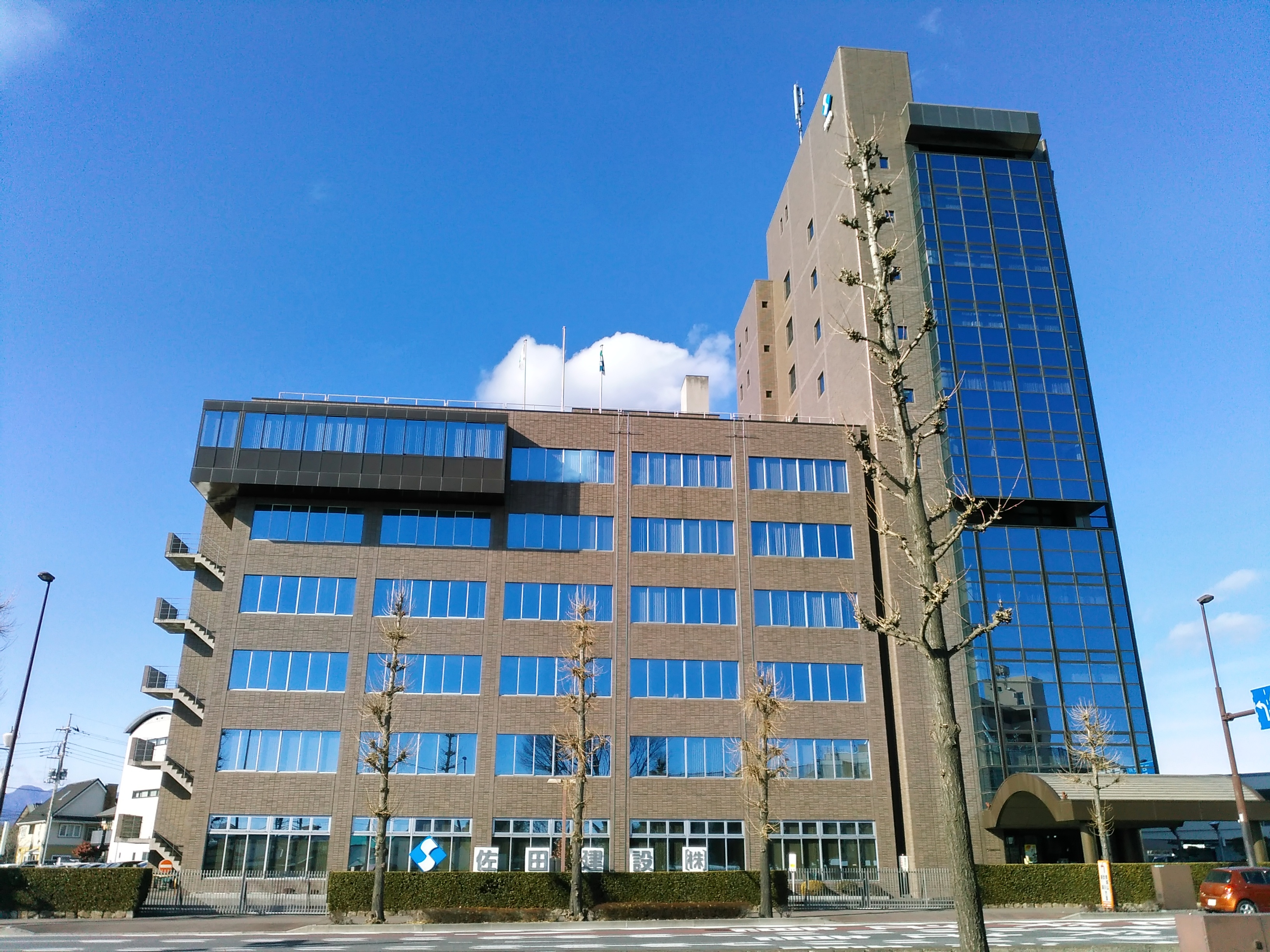
佐田建設本社（2018年）

佐田 一郎（さた いちろう、1902年〈明治35年〉6月9日 - 1991年〈平成3年〉9月1日）は、日本の実業家、政治家。佐田建設社長、参議院議員（2期）。元衆議院議員佐田玄一郎は孫。

## 経歴
1902年〈明治35年〉6月9日、群馬県勢多郡桂萱村（現前橋市三俣町）に小作農の父徳蔵・母はつの第一子として生まれる。勢多郡桂萱尋常小学校（現・前橋市立桂萱小学校）から高等科に進むが1年で退学。
1920年〈大正9年〉徳蔵が土木請負業「佐田組」を創業。同年一郎は藤岡の私立高山社蚕業学校別科を卒業して養蚕教師となるが、1926年〈大正15年〉養蚕教師を辞め佐田組に入社。
1930年〈昭和5年〉桂萱村村会議員となり、3期13年務める。
1941年〈昭和16年〉徳蔵が死去したことで事業を継承。
戦後、公職追放を受ける。
1949年〈昭和24年〉佐田建設を創設、社長に就任。
1959年〈昭和34年〉3月、日本赤十字社群馬県支部事業資金として10万円寄付により同年12月23日紺綬褒章受章。
1961年〈昭和36年〉6月、群馬県北群馬郡吉岡村へ橋梁を寄付により1962年5月30日紺綬褒章受章（飾版）、寄付の功績顕著として木杯一組台付を賜った。
1964年〈昭和39年〉秋の褒章で長年、建設業に従事して多くの工事の成果や関係団体の要職に就いて発展に尽くしたとして黄綬褒章。
1967年〈昭和42年〉、参議院議員群馬県選挙区補欠選挙に出馬。初当選を果たす。1968年〈昭和43年〉、第8回参議院議員通常選挙に出馬。2期目の当選を果たす。参議院物価等対策特別委員長、参議院商工委員長などを歴任。
群馬県経済界の重鎮として知られ、群馬県商工会議所連合会会長、前橋商工会議所会頭、日産サニー群馬販売社長、エフエム群馬取締役、群馬県建設業協会会長などの要職を歴任した。
1975年〈昭和50年〉、勲二等瑞宝章を受章。
1991年〈平成3年〉9月1日、急性心不全のため死去。死没日をもって従四位に叙される。